# Echt Stonsdorfer

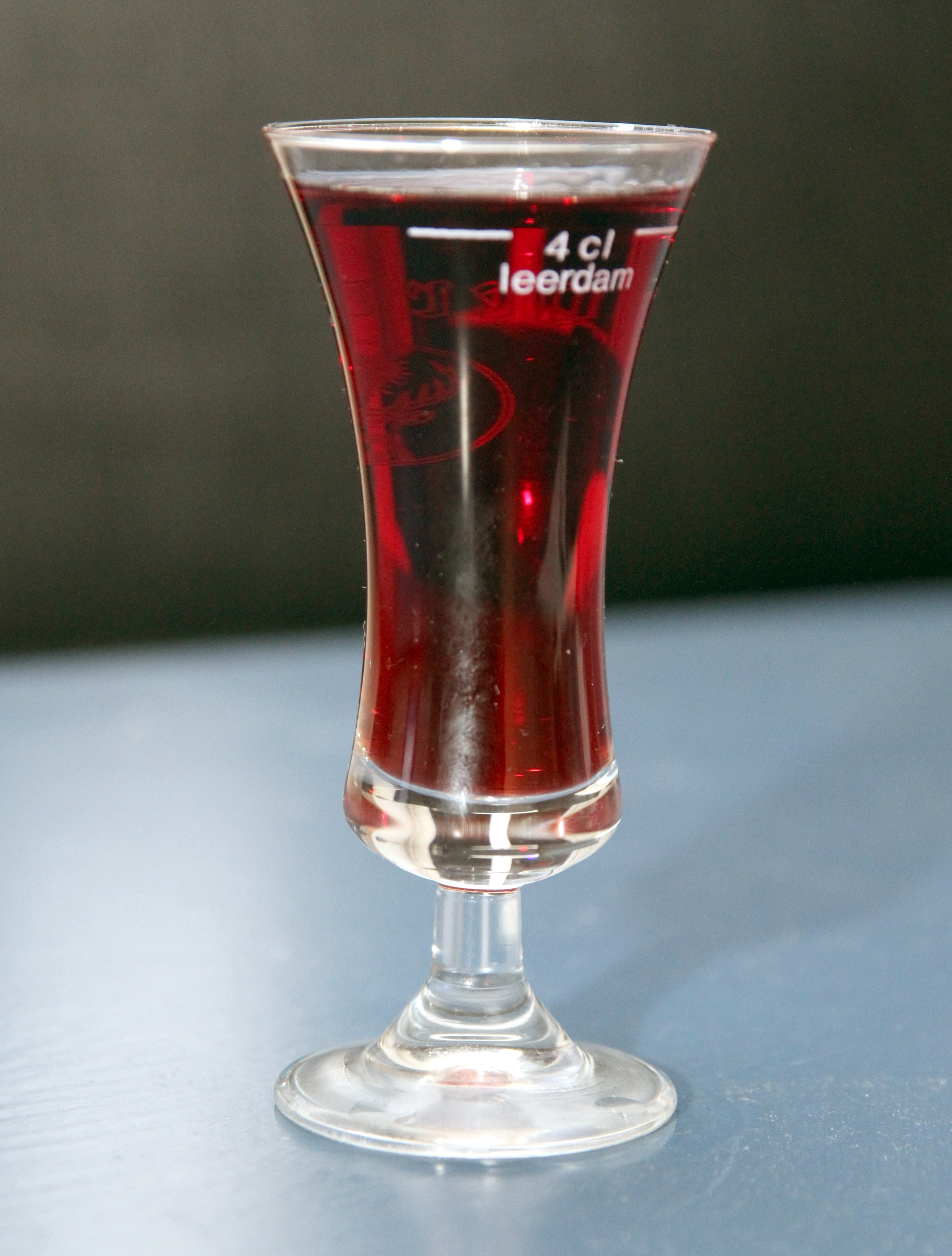
Echt Stonsdorfer

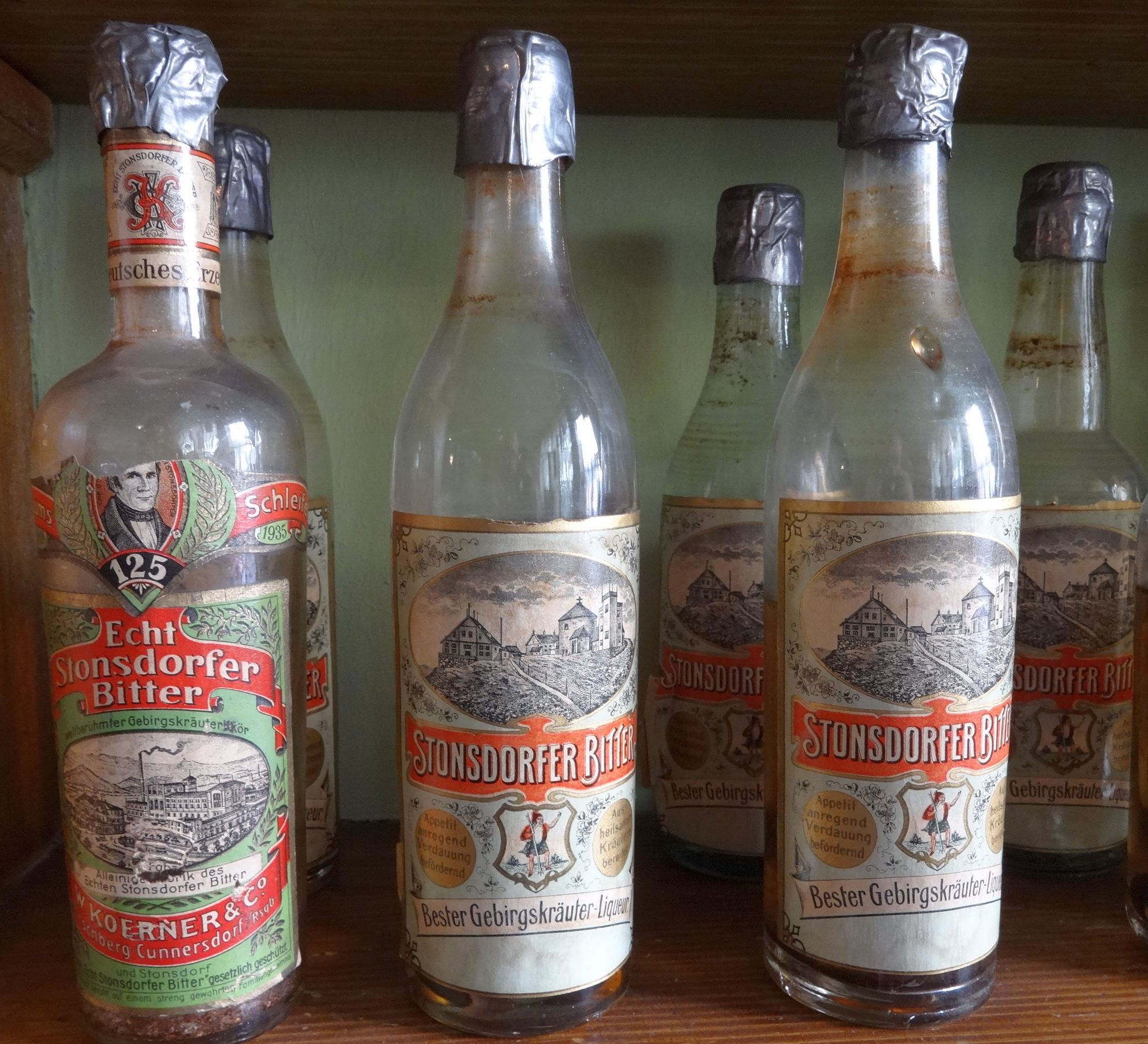
Echt Stonsdorfer

Echt Stonsdorfer – ziołowy likier z Niemiec o specyficznym gorzkawym smaku. Został wyprodukowany w 1810 roku w Staniszowie (niem. Stonsdorf).

## Skład
Zawiera około 32% alkoholu, wodę, naturalny cukier, macerat z mieszanki górskich ziół, sok z leśnych jagód. Likier pije się schłodzony, zazwyczaj sam, ale można także dodawać go do różnych drinków.

## Historia
Historia likieru rozpoczęła się w 1801 r., kiedy do posiadłości hrabiego Henryka XXXVIII von Reuss w Staniszowie (niem. Stonsdorf) położonej w Kotlinie Jeleniogórskiej przybył gorzelnik i piwowar Christian Gottlieb Koerner z Paryża, w którym poznał najnowsze metody destylacji najlepszych paryskich likierów. W pałacowym browarze w Staniszowie Koerner opracowywał recepturę regionalnego trunku. Eksperymentował z wysokoprocentowymi alkoholami, które doprawiał ziołami z pobliskich gór. Prawdopodobnie korzystał z doświadczeń karkonoskich laborantów i zbieraczy ziół oraz tajemnic znachorów produkujących lecznicze maceraty i leki ziołowe. W wyniku badań i eksperymentów w 1810 roku opracował własny likier ziołowy o znakomitym smaku i aromacie. W 1810 r. Koerner w wynajętych od dziedzica pomieszczeniach browaru zakłada wytwórnię likierów, w której produkuje likier o nazwie „Stonsdorfer”, tak jak nazwa miejscowości. Browar w Staniszowie zasłynął z produkcji ziołowego likieru „Echt Stonsdorfer Likör” produkowanego z sudeckich ziół według oryginalnej miejscowej receptury. 
„Echt Stonsdorfer” sprzedawano we wszystkich schroniskach, reklamę zamieszczano na mapach i przewodnikach turystycznych. „Echt Stonsdorfer Kräuter-Bitter” staje się hitem o światowej marce. W 1868 roku syn Koernera Wilhelm wybudował nową wytwórnię w miejscowości Cunnersdorf (Kunice pomiędzy Jelenią Górą a Cieplicami), obecnie dzielnica Jeleniej Góry. W latach 80. XIX wieku wytwórnia została wyróżniona tytułem „Dostawcy Dworu Cesarskiego”, co przyczyniło się do większego zainteresowania tym lokalnym, karkonoskim napojem alkoholowym. Zakład „W. Koerner & Co. Hirschberg-Cunnersdorf”, produkował w tym okresie około 7000 litrów likieru dziennie. Wprowadzono wówczas zastrzeżony kształt butelki i etykiety. 
W 1900 roku przedsiębiorstwo nabył Otto Stabrin, który zajął się rozwojem zakładu i pracował nad europejskim rozgłosem markowego likieru. Przedsiębiorstwo prosperowało bardzo dobrze i w niezmienionym kształcie funkcjonowało do maja 1945 roku. W pierwszych dniach maja 1945 roku podczas zajmowania Jeleniej Góry przez radzieckie wojska, w nieznanych bliżej okolicznościach, zginął mistrz fabryczny, który był jedynym ze znających recepturę likieru „Echt Stonsdorfer”. Z zapasów fabrycznych firmy „Koerner & Co.” zachowało się tylko kilka butelek trunku. II wojna światowa zmusiła braci Ottona i Herberta Stabrinów do poszukiwania nowej ojczyzny dla „Gorzelni Staniszowskiej”. W 1950 roku przesiedlili się z Kunic do Hamburga, a w bagażu mieli tylko drogocenny, strzeżony tajemnicą przepis na „Echt Stonsdorfera”. W 1957 roku założyli w szlezwicko-holsztyńskim Harksheide nową „Gorzelnię Staniszowską, „W. Koerner GmbH & Co” i rozpoczęli produkcję likieru według starej receptury Koernera. Nie jest to już jednak ten sam likier, gdyż jako składników używa się ziół alpejskich. Trunek „Prawdziwy Staniszowski” nie zniknął z rynku. Marka „Echt Stonsdorfer” jest prawnie chroniona.

## Produkcja i receptura
Śląski likier „Stonsdorfer” wytwarzany był na bazie mieszanki różnorodnych ziół i borówek leśnych rosnących dziko w lasach karkonoskich gór, które wcześniej zasłynęły w całej niemal Europie dzięki działalności karkonoskich laborantów wyrabiających z nich lekarstwa. Mieszanka ziół i borówek dobrana według pilnie strzeżonej receptury, poddawana jest kilkutygodniowej maceracji w spirytusie z wodą, potem dodawany jest karmel i sok jagodowy wyciskany ze świeżych leśnych borówek, który trunkowi nadaje rubinowy kolor. Specyficzny smak i aromat trunku osiągnął Koerner przez czopowanie retorty destylacyjnej ciastem z czarnej mąki, co zapobiegało ulatnianiu się wszelkich substancji lotnych. Następnie, przed rozlaniem do butelek, trunek leżakuje w dębowych beczkach – w ten sposób dojrzewa do uzyskania odpowiedniego, niepowtarzalnego aromatu. Nie ma w nim żadnych sztucznych domieszek ani konserwantów.

## Współczesność
Obecnie „Echt Stonsdorfer” produkuje duży niemiecki koncern alkoholowy „Berentzen” z siedzibą w Haselünne, w Emslandzie, w kraju związkowym Dolna Saksonia. Trunek cieszy się dużą popularnością i trafia na rynki aż 40 krajów świata – na przykład: Chin, Indii, Brazylii, USA i Australii. Likier ziołowy „Echt Stonsdorfer” o mocy 32% jest w pierwszej dziesiątce najlepiej sprzedawanych likierów na świecie.
Likier „Echt Stonsdorfer Bitter” (dosł. Prawdziwy Staniszowski Gorzki) o wytrawnym gorzkawym smaku jest najbardziej znanym do dziś produktem firmy.